# Panupong Sa-nguannam
Panupong Sa-nguannam (thailändisch ภาณุพงศ์ สงวนนาม; * 26. April 2001) ist ein thailändischer Fußballspieler.

## Karriere
Panupong Sa-nguannam steht seit 2020 beim Rayong FC unter Vertrag. Der Verein aus Rayong spielte in der höchsten thailändischen Liga, der Thai League. Sein Erstligadebüt gab er am 19. Dezember 2020 im Heimspiel gegen Bangkok United. Hier wurde er in der 90. Minute für Matee Sarakum eingewechselt. Rayong gewann das Spiel mit 1:0. Am Ende der Saison 2020/21 musste er mit Rayong als Tabellenletzter in die zweite Liga absteigen. Nach insgesamt zehn Ligaspielen wechselte er im Sommer 2023 in die dritte Liga. Hier schloss er sich dem in der Southern Region spielenden Phuket Andaman FC in Phuket an. Nach zehn Ligaspielen wechselte er im Sommer 2024 zum ebenfalls in der Southern Region spielenden PSU Surat Thani City FC. Für den Verein aus Surat Thani bestritt er acht Ligaspiele. Nach der Hinrunde 2024/25 wurde sein Vertrag im Dezember 2024 nicht verlängert.